# Vier Vögel am Galgen
Vier Vögel am Galgen (Originaltitel: The Spikes Gang) ist ein Western aus US-amerikanischer Produktion der Mirisch Corporation, der in Zusammenarbeit mit und in Spanien („Duo Prod.“) entstand. Richard Fleischer inszenierte Lee Marvin in der Titelrolle des Films, der am 11. April 1974 im deutschsprachigen Raum erstmals in den Kinos zu sehen war.

## Handlung
Die befreundeten Farmerssöhne Wilson Young (Will), Les Richter und Tod Hayhew finden den verletzten Bankräuber Harry Spikes, und pflegen ihn, bis er wieder fortreiten kann. Als der Vater von Will davon erfährt, verprügelt er seinen Sohn, der sich daraufhin entschließt, sein Elternhaus zu verlassen. Seine beiden Freunde sehen darin ein Abenteuer, das den langweiligen Alltag auflockert und begleiten ihn. Doch das freie Leben haben sie sich einfacher vorgestellt. Da sie keine ehrliche Arbeit finden, um sich mit dem Nötigsten zu versehen, entschließen sie sich nach dem Vorbild von Spikes eine Bank auszurauben.
Am Anfang geht alles gut, und sie können sogar den Sheriff entwaffnen, aber beim Verlassen der Bank erschießt Tod einen Mann, der ihn festgehalten hatte. In Panik fliehen die Jugendlichen und müssen sogar die Beute zurücklassen, aber es gelingt ihnen, nach Mexiko zu entkommen. Aber auch in Mexiko kann man ohne Geld nicht leben, und so landen die Freunde für den Diebstahl einer goldenen Uhr für einige Wochen im Gefängnis. Von dort aus sehen sie Spikes auf der Straße, der sie durch Bestechung befreien kann. Von Spikes erfahren sie auch, das sie in den Staaten steckbrieflich gesucht werden, weil der bei ihrem missglückten Bankraub erschossene Mann ein beliebter Senator war. Auf jeden von ihnen ist eine hohe Belohnung ausgesetzt.
Die Jugendlichen versuchen in Mexiko, wieder mit ehrlicher Arbeit weiterzukommen, doch stellen sie sich ungeschickt an und verlieren jeden Job schnell wieder. Daher kommt es ihnen sehr gelegen, dass Spikes anbietet, mit ihnen zusammen Banküberfälle zu begehen. Doch schon der erste gemeinsame Bankraub misslingt, und Tod wird schwer verletzt. Als Spikes von ihnen erwartet, den sterbenden Freund zurückzulassen, weigern sie sich, und Spikes reitet alleine weiter.
Tod hatte vor dem Bankraub wohl schon eine Ahnung gehabt, dass er nicht überleben würde und einen Abschiedsbrief an seine Mutter geschrieben. Nachdem Tod gestorben ist, entschließt sich Will, den Brief abzuliefern und vereinbart mit Les, wann und wo sie sich wiedertreffen können. Inzwischen hat Spikes vom Gouverneur eine Amnestie angeboten bekommen, wenn er dafür die Jugendlichen ausliefert. Als Will am Treffpunkt ankommt, erfährt er, dass Les von Kopfgeldjägern hinterrücks überfallen wurde und schwer verletzt im Hospital liegt, das von den Kopfgeldjägern Morton und Spikes abwechselnd bewacht wird. Will kann Morton niederschießen, jedoch stirbt Les kurz danach in seinen Armen. In Spikes Hotelzimmer lässt Will ihm kaum eine Chance zur Verteidigung. Trotzdem kann Spikes Will schwer verwunden, ehe er stirbt. Will schleppt sich nur noch bis zum Bahnhof, wo auch er an seinen Verletzungen stirbt.

## Kritiken
Gemischt waren die Kritiken für eine der „einfachsten Ideen zur Tränendrüsenanregung“ in der „Serie der ultimativ letzten Genre-Beiträge“: Die „Begegnung des alternden Revolverhelden mit staunenden Jungs“; begeisterte fanden sich ebenso wie Verrisse. So bemerkte Vincent Canby, der Film habe keine Mitte und finde keinen stimmigen Ton. Besonders hart wurde die Regie kritisiert, die nicht einmal minimales Publikumsinteresse am Material aufrechtzuerhalten.
Gefallen fand dagegen das Lexikon des internationalen Films, das urteilte: „Bemerkenswerter Western mit einem beeindruckenden Lee Marvin in der Rolle des alternden Räubers.“ Timeout lobt die „Schönheit der Darstellung, die Genauigkeit des Drehbuchs und die trotz der bitteren Erkenntnisse in Ernüchterung oftmals sehr vergnüglichen Szenen.“ Joe Hembus analysiert, die Desillusionierung treffe die kleinen Helden wie den Zuschauer umso schrecklicher, als die Szenen, in denen Lee Marvin die Jungens großzieht, von unendlichem Charme und Humor getragen sind.

## Synchronisation
Folgende Sprecher wurden besetzt:
- Lee Marvin: Wolfgang Lukschy
- Gary Grimes: Uwe Paulsen
- Ron Howard: Michael Nowka
- Charles Martin Smith: Ronald Nitschke
- Arthur Hunnicutt: Konrad Wagner
- Noah Beery junior: Heinz-Theo Branding
- Marc Smith: Edgar Ott
- Don Fellows: Gerd Holtenau

sowie Eric Vaessen und Jochen Schroeder